# 范如玉
范如玉（1943年—2025年5月13日），男，江苏丹阳人，中国工程物理学家，曾任中国人民解放军第二十一试验训练基地司令员，西北核技术研究所研究员。主要从事抗辐射加固研究。少将军衔。

## 生平
1966年毕业于清华大学工程物理系，1968年初分配到中国核试验基地研究所工作，历任项目组长、研究室主任、科技处处长、研究所所长、基地副司令员、司令员。
2003年受聘为南京大学兼职教授。2003年至2008年，担任第十届全国政协委员、文史资料委员会委员，曾提交《关于从机制上改进科技评价工作的建议》。2008年退休，任中国人民解放军总装备部抗辐射加固技术专业组组长。2017年11月，任国防科技工业抗辐照应用技术创新中心专家委员会副主任。2025年5月13日逝世。